# Вулиця Мирна (Львів)
Вулиця Мирна — вулиця у Залізничному районі Львова, місцевість Левандівка. Сполучає вулицю Широку із вулицею Повітряною.
Від 1931 року називалась Конопніцькою, на честь польської письменниці Марії Конопницької, від 1933 року — Мірна. Сучасна назва після 1940-х років. Забудова — одно-двоповерховий конструктивізм 1930-х, одноповерхова садибна забудова.